# Olusoji Fasuba
Olusoji Adetokunbo Fasuba (*9 de julio de 1984 - ) es un atleta nigeriano especialista en los 100 metros lisos.
Fasuba fue miembro del equipo ganador de la medalla de bronce en el relevo de 4 x 100 metros en los Juegos Olímpicos de Atenas 2004. El mismo año ganó la competencia de 100 metros lisos en el Campeonato Africano de Atletismo.
Al comenzar el 2006 terminó en quinto lugar en el Campeonato Mundial de Pista Cubierta de 2006 y segundo lugar en los Juegos de la Mancomunidad. Estableció un nuevo récord africano de 9.85 segundos, rompiendo el récord anterior de 9.86, perteneciente a Frankie Fredericks.

A pesar de tener lesiones en la temporada, Fasuba defendió su título regional en el Campeonato Africano de Atletismo de 2006. Por sus logros, la Federación Nigeriana de Atletismo lo eligió como el Atleta del Año